# Llista dels Grans Cancellers de la Legió d'Honor
La següent és una llista dels Grans Cancellers de la Legió d'Honor. Des del 3 de desembre de 1963, també ho són de l'Orde Nacional del Mèrit
| Gran Canceller                                           | Data de nominació      |
| -------------------------------------------------------- | ---------------------- |
| Bernard Germain de la Ville-sur-Illon, comte de Lacepede | 14 d'agost de 1803     |
| Senyor Dominique Dufour, baró de Pradt                   | 6 d'abril de 1814      |
| Tinent General, comte Louis de Bruges                    | 3 de febrer de 1815    |
| Bernard Germain de la Ville-sur-Illon, comte de Lacépède | 13 de març de 1815     |
| Mariscal Jacques Macdonald, duc de Tàrent                | 2 de juliol de 1815    |
| Mariscal Edouard Mortier, duc de Treviso                 | 11 de setembre de 1831 |
| Mariscal comte Maurice Gérard                            | 4 de febrer de 1836    |
| Mariscal Charles Oudinot, duc de Reggio                  | 17 de març de 1839     |
| Mariscal comte Maurice Gérard                            | 21 d'octubre de 1842   |
| General de divisió, baró Jacques Subervie                | 19 de març de 1848     |
| Mariscal, comte Gabriel Molitor                          | 23 de desembre de 1848 |
| Mariscal, comte Rémy Isidore Exelmans                    | 15 d'agost de 1849     |
| General de divisió, Comte Philippe d'Ornano              | 13 d'agost de 1852     |
| General de divisió Anne Charles Lebrun, duc de Plaisance | 26 de març de 1853     |
| Mariscal Aimable Pélissier, duc de Malakoff              | 23 de juliol de 1859   |
| Almirall, baró Ferdinand Hamelin                         | 24 de novembre de 1860 |
| General de divisió, comte Charles Auguste de Flahaut     | 27 de gener de 1864    |
| General de divisió Joseph Vinoy                          | 6 d'abril de 1871      |
| General de divisió Louis Faidherbe                       | 28 de febrer de 1880   |
| General de divisió Victor Février                        | 10 d'octubre de 1889   |
| General de divisió Léopold Davout, duc d'Auerstaedt      | 5 de desembre de 1895  |
| General de divisió Georges-Auguste Florentin             | 23 de setembre de 1901 |
| General de divisió Yvon Dubail                           | 14 de juny de 1918     |
| General de divisió Charles Nollet                        | 7 de gener de 1934     |
| General de divisió Charles Brécard                       | 12 de novembre de 1940 |
| General d'exèrcit Paul Dassault                          | 25 d'agost de 1944     |
| General d'exèrcit Georges Catroux                        | 1 d'octubre de 1954    |
| Almirall Georges Cabanier                                | 14 de gener de 1969    |
| General d'exèrcit Alain de Boissieu Dean de Luigne       | 15 de febrer de 1975   |
| General d'exèrcit André Biard                            | 4 de juny de 1981      |
| General d'exèrcit Gilbert Forray                         | 5 de juny de 1992      |
| General d'exèrcit aeri Jean-Philippe Douin               | 4 de juny de 1998      |
| General d'exèrcit Jean-Pierre Kelche                     | 4 de juny de 2004      |
| General d'exèrcit Jean-Louis Georgelin                   | 9 de juny de 2010      |